# 彼得·格拉布 (动物学家)
彼得·格拉布（1942年—2006年12月23日）是一位英国动物学家，与澳大利亚学者科林·格罗夫斯合著有《有蹄类动物分类学》 (Ungulate Taxonomy) 。